# Кокалажарский сельский округ
Кокалажарский сельский округ (каз. Көкалажар ауылдық округі) — административная единица в составе района имени Габита Мусрепова Северо-Казахстанской области Казахстана. Административный центр — аул Кокалажар.
Население — 1155 человек (2009, 1653 в 1999, 1769 в 1989).

## История
27 октября 2000 года совместным решением Северо-Казахстанского областного маслихата и акима области образован Когалажарский сельский округ путём выделения его территории из состава Андреевского сельского округа.

## Состав
В состав округа входят такие населенные пункты:
| Населенный пункт | Население, человек (1989) | Население, человек (1999) | Население, человек (2009) |
| ---------------- | ------------------------- | ------------------------- | ------------------------- |
| Кокалажар, аул   | 1145                      | 971                       | 782                       |
| Мадениет, аул    | 244                       | 236                       | 61                        |
| Сарыбулак, село  | 380                       | 446                       | 312                       |